# イン ザ・ミソスープ
『イン ザ・ミソスープ』は、村上龍の小説。
読売新聞夕刊に1997年1月27日から同年7月31日まで連載され、1997年に読売新聞社から書籍化された。後に幻冬舎文庫より文庫化されている。1998年、第49回『読売文学賞』を受賞。

## ストーリー
夜の歓楽街で風俗のアテンド（斡旋・紹介)の仕事をしている若い男ケンジに、フランクと名乗るアメリカ人観光客がアテンドの依頼をしてきた。フランクは、一見して奇妙な印象を与える白人男性だったが、ケンジはフランクと共に行動している間に、フランクに深い不信感を抱き始め、それは徐々に現実のものとなっていく・・・。

## 解説
あとがきに「作品の途中で神戸・須磨区の事件（神戸連続児童殺傷事件）が起き、連載の後半で14歳の少年が容疑者として逮捕された」と記述してあり、その事件と重なったこともあって当時大変な話題作となった。
また、「独立するために多くの人が死んだりという、歴史的苦痛を味わっていない」という風な日本という国独特の危機感が足りないというようなこと、“この国には真剣に生きている人が少ない”と言った様な痛烈な批判も盛り込まれている。
無動機殺人を正面から採り上げた作品で、なおかつ奇妙なまでの癒しを感じさせる傑作である。
幻冬舎文庫版での解説は心理学者の河合隼雄が担当した。

## 映画化案
2008年5月のイギリスの映画雑誌「Screen」のカンヌ版が、ヴィム・ヴェンダース監督が次回作として『イン ザ・ミソスープ』を手がけることを発表し、フランク役を米俳優ウィレム・デフォーが演じる予定で現在最終調整中であると報じたが、2023年までに立ち消えになった模様。